# Декаданс (альбом)
«Декаданс» — третий студийный альбом советской рок-группы «Агата Кристи», записанный в Свердловской «Студии 8» в 1990 году.

## Об альбоме
Альбом оказался менее известным (но более сложным по звучанию), чем предыдущие, после его выхода у группы наступила творческая пауза, длившаяся вплоть до 1992 года. Интересной особенностью песен этого альбома стали достаточно большие по объёму и необычные по смыслу тексты песен (впервые в истории коллектива все они принадлежали перу одного участника — Глеба Самойлова, лишь один из текстов написал клавишник группы Александр Козлов). Музыка приобрела более спокойный характер. Известные песни — «Пулемёт Максим», «Шпала», «Декаданс» и «Мотоциклетка».
Также в группу, в период записи этого альбома, вступил новый барабанщик — Андрей Котов, ранее игравший с группами «Трек», «Кабинет» и «Апрельский марш». Котов играл в группе до 11 октября 2008 года на концертах, но в записи альбомов не участвовал.
Концерт-презентация альбома «Декаданс», который состоялся в 1990 году, через две недели после записи альбома, в Свердловске, стал для группы юбилейным, двухсотым концертом.
В 2008 году в честь своего 20-летия группа выпустила полное коллекционное переиздание своих альбомов на CD, включая этот. Был проведён «ремастеринг» аудиозаписи и редизайн «Студией Артемия Лебедева».
В 2014 году в честь 25-летия группы компания «Бомба-мьюзик» выпустила «Полное собрание сочинений» в нескольких томах, тем самым переиздав ограниченным тиражом всю дискографию группы, включая этот альбом. Производство дисков велось в Германии. Альбомы были напечатаны на 180-граммовом виниле чёрного цвета.

## Список композиций
| Трек | Название        | Длительность | Музыка                                          | Слова       |
| ---- | --------------- | ------------ | ----------------------------------------------- | ----------- |
| 1    | Щёкотно         | 3:26         | Глеб Самойлов                                   | Г. Самойлов |
| 2    | Мотоциклетка    | 3:10         | Г. Самойлов                                     | Г. Самойлов |
| 3    | Его там не было | 4:50         | Александр Козлов                                | Г. Самойлов |
| 4    | Эпидемия        | 3:26         | А. Козлов                                       | А. Козлов   |
| 5    | Беглец          | 3:27         | В. Самойлов                                     | Г. Самойлов |
| 6    | Шпала           | 3:14         | Глеб Самойлов, Вадим Самойлов, Александр Козлов | Г. Самойлов |
| 7    | Декаданс        | 4:09         | Вадим Самойлов                                  | Г. Самойлов |
| 8    | Эксперимент     | 3:25         | А. Козлов                                       | Г. Самойлов |
| 9    | Кошка           | 2:33         | В. Самойлов                                     | Г. Самойлов |
| 10   | Красный петух   | 3:57         | В. Самойлов                                     | Г. Самойлов |
| 11   | Пулемёт Максим  | 3:50         | Г. Самойлов                                     | Г. Самойлов |

### Бонусы переиздания 2008 года
| Трек  | Название                                                                                           | Длительность |
| ----- | -------------------------------------------------------------------------------------------------- | ------------ |
| Видео | Кошка (Настя Полева) (Запись с концерта во Дворце молодежи, г. Екатеринбург, 20.02.1993)           | 2:33         |
| Видео | Пулемёт Максим (Максим Фадеев) (Запись с концерта во Дворце молодежи, г. Екатеринбург, 20.02.1993) | 3:50         |
| Видео | Мотоциклетка (Запись с концерта в ДС «Лужники», г. Москва, 22.02.2003)                             | 3:46         |

## Песни
Изначально для альбома «Декаданс» было написано 24 песни, из которых только 12 планировалось издать. Впоследствии их количество сократилось до 11 — именно столько песен и вошло в окончательный вариант альбома. Песня «Истерика», написанная в период работы над музыкальным материалом к альбому «Декаданс», не вошла в этот альбом, зато вошла в следующий альбом группы — «Позорная звезда».

### «Щёкотно»
Единственная песня альбома, исполнявшаяся в ходе тура «Эпилог», (кроме одноразового исполнения песни «Декаданс» в рамках тура «Эпилог» в 2010 году на фестивале «Нашествие») и на ностальгических концертах в Москве и Санкт-Петербурге в феврале 2015 г.

### «Мотоциклетка»
Исполнялась на концерте 15-летия группы во дворце спорта «Лужники».

### «Его там не было»
По словам Глеба Самойлова, идея песни возникла в качестве протеста против того, что тогдашнее телевидение «непрерывно крутило американских проповедников».

### «Эпидемия»
Единственная песня в репертуаре «Агаты Кристи», полностью написанная клавишником Александром Козловым. Как вспоминал впоследствии Глеб Самойлов, он долгое время не мог подобрать слова к мелодии этой песни, и тогда за дело взялся Александр Козлов, и сам сочинил стихотворение, ставшее текстом для данной композиции.

### «Декаданс»
Песня резко обрывается в конце, на финальном органном аккорде, и сразу же, без паузы, начинается следующая песня, «Эксперимент». Однако существует и другая версия песни «Декаданс», более полная и с плавным окончанием (затуханием звука).

### «Эксперимент»
Песня посвящена «невинным безропотным жертвам экспериментов». Источником выражения «собака Павлова» стали опыты по изучению рефлекторной деятельности, которые проводил на собаках русский физиолог Иван Петрович Павлов (1849—1936).

### «Кошка»
Предполагалось, что песню для альбома споёт Настя Полева. Впоследствии она исполнила эту песню на концерте в честь пятилетия группы в 1993 году и в альбоме «Танец на цыпочках».

### «Пулемёт Максим»
На концерте в честь пятилетия группы в 1993 году песня была исполнена солистом и одним из основателей свердловской группы «Урфин Джюс» Александром Пантыкиным вместе с «Агатой Кристи» и Максом Фадеевым. Пантыкин сыграл на клавишных, а Фадеев выступил в роли вокалиста.

## Участники записи
- Вадим Самойлов — вокал, гитара, бас-гитара, клавишные
- Глеб Самойлов — вокал, бас-гитара, гитара
- Александр Козлов — клавишные, синтез бас

## Технический персонал
- Продюсер — Вадим Самойлов
- Программирование — Вадим Самойлов, Александр Кузнецов
- Звукорежиссёры — Вадим Самойлов, А. Кузнецов
- Запись — «Студия 8», г. Свердловск 1990
- Фото и дизайн оригинальной обложки — Ильдар Зиганшин
- Ремастеринг — Sunny Swan, 2007 г.
- Дизайн переизданного альбома — «Студия Артемия Лебедева», 2007 г.

## Критика
Музыковед О. Э. Никитина в журнале «Русская рок-поэзия: текст и контекст» написала: «...представляется возможным говорить о дилогии применительно к альбомам «Коварство и любовь» и «Декаданс», которые через призму сознания современного человека передают мироощущение эпохи рубежа XIX—XX вв. И если в первой части дилогии это подано в пафосной, игровой, опереточной манере, то во второй через декадентские лейтмотивы приобретает трагическое звучание».